# Triathlon Potsdam
| Saison | Liga          | Platz        |
| ------ | ------------- | ------------ |
| 2011   | 1. Bundesliga | 2.           |
| 2012   | 1. Bundesliga | 3.           |
| 2013   | 1. Bundesliga | 5.           |
| 2014   | 1. Bundesliga | 3.           |
| 2015   | 1. Bundesliga | 2.           |
| 2016   | 1. Bundesliga | 4.           |
| 2017   | 1. Bundesliga | 4.           |
| 2018   | 1. Bundesliga | 2.           |
| 2019   | 1. Bundesliga | 2.           |
| 2020   | 1. Bundesliga | ohne Wertung |
| 2021   | 1. Bundesliga | 9.           |
| 2022   | 1. Bundesliga | 7.           |

| Saison | Liga               | Platz        |
| --- | ------------------ | ------------ |
| 2011 | 2. Bundesliga Nord | 2.           |
| 2012 | 1. Bundesliga      | 6.           |
| 2013 | 1. Bundesliga      | 9.           |
| 2014 | 1. Bundesliga      | 6.           |
| 2015 | 1. Bundesliga      | 4.           |
| 2016 | 1. Bundesliga      | 5.           |
| 2017 | 1. Bundesliga      | 4.           |
| 2018 | 1. Bundesliga      | 9.           |
| 2019 | 1. Bundesliga      | 2.           |
| 2020 | 1. Bundesliga      | ohne Wertung |
| 2021 | 1. Bundesliga      | 2.           |
| 2022 | 1. Bundesliga      | 1.           |
| Anmerkung: Grün unterlegte Spielzeiten kennzeichnen einen Aufstieg, rot unterlegte Spielzeiten einen Abstieg. |                    |              |

Der Verein Triathlon Potsdam e.V. wurde im März 2011 um den Bundesleistungsstützpunkt in Potsdam gegründet.

## Werdegang
Die zuvor für den OSC Potsdam startenden Gründungsmitglieder übernahmen dessen Startrecht für die 1. Bundesliga bei den Männern sowie die 2. Bundesliga Nord bei den Frauen.
Die Frauen stiegen gleich im ersten Jahr als Triathlon Potsdam in die 1. Bundesliga auf, die Männer belegten in ihrer ersten Saison unter neuem Namen den zweiten Platz und wurden so deutsche Vizemeister.
Aushängeschilder des Vereins sind aktuell Laura Lindemann und waren der Olympiateilnehmer Christan Prochnow sowie Lasse Lührs als Mitglieder des Perspektivkader (PK) 2018 der Deutschen Triathlon Union (DTU).
2022 ergangen die Damen erstmals in der Vereinsgeschichte den Deutschen Meistertitel und beendeten somit die neunjährige Meisterserie des EJOT Team Buschhütten.